# Bremeria landia
Espèce
Classification phylogénétique
Le Quinquina Pays (Bremeria landia) est un arbre appartenant à la famille des Rubiaceae.
Il porte un tronc droit, peu fourni en branches et atteint généralement la canopée.
Il est endémique des îles de la Réunion et Maurice, où on le rencontre du niveau de la mer jusqu'à 1000m d'altitude.

## Liste des variétés
Selon World Checklist of Selected Plant Families (WCSP) (23 févr. 2012) :
- - variété Bremeria landia var. holosericea (Sm.) A.P.Davis & Razafim. (2011)
  - variété Bremeria landia var. landia
  - variété Bremeria landia var. stadmanii (Michx. ex DC.) A.P.Davis & Razafim. (2011)

## Menaces
Le Quinquina Pays reste une plante peu connue, souvent arrachée par méconnaissance afin de libérer des espaces agricoles. La régénération naturelle est difficile, toutefois, les graines, bien que difficiles à récolter, montrent un pouvoir germinatif satisfaisant.

## Utilisation
Il est connu des tisaniers qui lui prêtent des vertus médicinales, comme astringent, tonique et fébrifuge.
Il pourrait être planté pour l'ornementation des parcs et jardins pour l'intérêt de ses fleurs blanches et parfumées portées durant tout l'été austral, de janvier à avril.